# Partikelmessung
Unter dem Begriff Partikelmessung wird eine Gruppe von Messverfahren zur Qualifizierung und Quantifizierung von „Kleinkörpern“ (Partikel) unterschiedlicher Natur, dazu zählen nicht nur Stäube und Nanopartikel (Ruße, Aerosole usw.), sondern auch Elementarteilchen, Viren und Bakterien. Auch andere organische sowie anorganische Substanzen im makroskopischen Bereich, wie Hautschuppen oder feine Kristallsplitter, werden in diesem Zusammenhang als „Partikel“ behandelt.
Angewendet werden Partikelmessungen in nahezu allen Bereichen der Naturwissenschaften (Physik, Chemie, Biologie) und in der Technik sowie der Kriminologie. Die Art der Messmethodik hängt somit stark von der Art und Beschaffenheit der Partikel als auch der zu beantwortenden Fragestellung ab, die dem Messaufbau vorangegangen ist.

## Ermitteln der Anzahl von mikroskopischen Partikeln in der Luft

### Anwendungsbereiche
Anwendungsbereiche diese Art der Messung wird – unter anderem – im Bereich von Reinräumen durchgeführt. Sie dient zur Qualifizierung der Räumlichkeiten (siehe EN ISO 14644). Oftmals werden, wenn von Partikelmessungen die Rede ist, diese fälschlicherweise ausschließlich in direktem Zusammenhang mit Reinräumen der Halbleitertechnik gesehen. Ein weiteres bekanntes Anwendungsgebiet dieser Art der Partikelmessung ist das Ermitteln von Dieselruß im Bereich urbaner Landschaften. Dieses hat durch diverse EU-Verordnungen in den letzten Jahren stark an Bedeutung gewonnen.

### Messprinzip: Streulichtpartikelmessung
Bei der Streulichtpartikelmessung wird eine definierte Menge Luft (Probe) durch einen Laserstrahl geführt. Das Licht des Laserstrahls bricht sich an den Partikeln oder wird von ihnen absorbiert. Photodioden können diese Effekte messtechnisch erfassen und in ein elektrisches Signal umwandeln. Dieses Signal wird von einem Computer mit einem zuvor aufgenommenen Signal verglichen, bei dem Latexkugeln definierter Größe vermessen worden sind, um Referenzwerte zu schaffen. Mit diesen Daten ist man in der Lage, aufgrund von statistischen Methoden die Anzahl der Partikel in einem Kubikmeter Luft oder Gas zu ermitteln.

## Ermitteln der Anzahl von makroskopischen Partikeln in der Luft.
Ist es notwendig Partikel in Gasen zu erfassen die größer als 25 µm sind, so ist ein anderes Messverfahren nötig.
Für diesen Fall bietet sich der Andersen-Kaskaden-Impaktor (Andersen-Sammler) an. Dieser kann – je nach Bauform – Partikel von 1 µm bis in den makroskopischen Bereich sammeln. Ein weiterer Vorteil ist die nachträgliche Analysemöglichkeit der Partikelart. Der Andersen Sammler findet seine Anwendung unter anderem in der Landwirtschaft zum Qualifizieren von Stallluft.
Im Bereich der Halbleitertechnik findet dieses Messverfahren aufgrund seiner aufwendigen Messwertauswertung keine Anwendung. – Darüber hinaus ist es nicht notwendig Partikelgrößen > 25 µm messtechnisch zu erfassen, da Partikelgrößen > 5 µm sich schon negativ auf die Produktion auswirken und im Front-end nicht zulässig sind.

## Ermitteln der Anzahl von Partikeln auf einer Oberfläche
Das Ermitteln von Partikeln auf einer Oberfläche kann durch verschiedene Methoden erfolgen:
PartikelniederschlagsphotometerMan stellt eine Petrischale oder eine ähnliche Referenzfläche auf die zu messende Oberfläche und lässt diese dort einige Tage stehen. Im Anschluss werden die Partikel auf der Schale unter dem Mikroskop gezählt oder automatisch ausgewertet.
OberflächenpartikelzählerDiese finden häufig in der Halbleiterbranche Verwendung. Hauptsächlich wird mit ihnen die Oberfläche von Wafern analysiert. Das Messprinzip ist ähnlich dem der Streulichtpartikelmessung. Es wird ein Laserstrahl über den Wafer geführt und das Streulicht, welches vom Wafer zurückgeworfen wird, kann mittels Photodioden in ein elektrisches Signal umgewandelt werden. Dieses wird von einem Computer mit zuvor abgespeicherten Referenzwerten verglichen.

## Ermitteln der Anzahl von Partikeln in Flüssigkeiten
Hierfür gibt es verschiedene Verfahren. Grundsätzlich muss unterschieden werden, ob alle Partikel der zu untersuchenden Flüssigkeit erfasst werden (volumetrisches Messprinzip), oder nur ein Teil (In-situ-Messzelle) und dann über mathematische Verfahren auf die Anzahl der Partikel pro Volumeneinheit geschlossen wird.
Weiter kann auch zwischen der Messung einzelner Partikel und der Messung am Kollektiv (z. B. Nephelometer) unterschieden werden.
Für eine Messung von Einzelpartikeln mit Durchmessern im µm-Bereich eignen sich besonders die Streulichtmethode und die Extinktionsmessung (Lichtabschattung).
Sollen einzelne Partikel in einer stark verdünnten Probe untersucht werden, so ist eine volumetrische Messzelle vorzuziehen, da dort tatsächlich jedes Partikel erfasst wird.
Eine In-situ-Messzelle liefert in diesem Fall ein ungenaueres Ergebnis, da Partikel ohne erfasst zu werden durch die Messzelle fließen können.
Weiter wird die tatsächliche Größe der Partikel hier oft nicht richtig erkannt, da Partikel nur zum Teil erfasst und somit mathematisch als kleinere Partikel ausgewertet werden.
Bei In-situ-Messzellen hängt also die korrekte Angabe der Partikelanzahl pro Flüssigkeitsvolumen stark vom verwendeten mathematischen Verfahren ab.